# Digital Song Sales
Digital Song Sales або Digital Songs («Цифрові пісні») (раніше Hot Digital Songs) — чарт американського журналу «Billboard», що визначає популярність пісень, що продаються у цифровому форматі.
Цей чарт був створений у 2003, редактори журнали опублікували його, тому що кількість пісень, що продаються у цифровому форматі, значно зросла. Продовж його існування на 1 місці побувало 71 пісня, теперішній номер один — «Fireflies», виконаний Owl City.

## Досягнення

### Пісня, які пробули номером один на чарті довше всіх
- 13 тижнів
  - «Low» (2007—2008), виконана Flo Rida у дуеті з T-Pain
- 10 тижнів
  - «I Gotta Feeling» (2009), виконана Black Eyed Peas
  - «Boom Boom Pow» (2009), виконана Black Eyed Peas
- 9 тижнів
  - «Hollaback Girl» (2005), виконана Гвен Стефані
  - «Gold Digger» (2005), виконана Каньє Вест у дуеті з Джеймі Фокс
- 8 тижнів
  - «Candy Shop» (2005), виконана 50 Cent у дуеті з Olivia
- 7 тижнів
  - «Bad Day» (2006), виконана Daniel Powter
- 6 тижнів
  - «Party in the U.S.A.» (2009), виконана Майлі Сайрус
  - «Right Round» (2009), виконана Flo Rida
  - «I Kissed A Girl» (2008), виконана Кеті Перрі
  - «SexyBack» (2006), виконана Джастін Тімберлейк
- 5 тижнів
  - «Umbrella» (2007), виконана Ріанна у дуеті з Jay-Z
  - «Crank That (Soulja Boy)» (2007), виконана Soulja Boy Tell'Em
  - «Pon de Replay» (2005), виконана Ріанна

### Виконавці, які мають найбільше номерів один
- 6 тижнів
  - Ріанна («Pon de Replay», «SOS», «Umbrella», «Take A Bow», «Disturbia», «Live Your Life»)
- 5 тижнів
  - Бейонсе («Check On It», «Irreplacable», «Beautiful Liar», «If I Were A Boy», «Single Ladies (Put A Ring On It)»)
  - Джастін Тімберлейк («SexyBack», «My Love», «What Goes Around…/…Comes Around», «Give It to Me», «4 Minutes»)
- 4 тижнів
  - Timbaland («Promiscous», «SexyBack», «Give It to Me», «Apologize»)
  - Black Eyed Peas («Don't Phunk With My Heart», «My Humps», «Boom Boom Pow», «I Gotta Feeling»)
  - Брітні Спірс («Gimme More», «Womanizer», «Circus, 3»)
- 3 тижнів
  - Мерая Кері («All I Want For Christmas Is You», «Don't Forget About Us», «Touch My Body»)
  - Каньє Вест («Gold Digger», «Stronger», «Heartless»)
  - Ферджі («London Bridge», «Fergalicious», «Glamorous»)
  - T.I. («My Love», «Whatever You Like», «Live Your Life»)
  - Eminem («When I'm Gone», «Smack That», «Crack A Bottle»)
  - Akon («Smack That», «I Wanna Love You», «The Sweet Escape»)

### Виконавці, які пробули номером один на чарті довше всіх
1. Black Eyed Peas (24 тижні)
2. Rihanna (19 тижні)
3. Flo Rida (19 тижні)
4. Kanye West (12 тижні)
5. Джастін Тімберлейк (12 тижні)
6. Бейонсе (12 тижні)
7. Гвен Стефані (10 тижні)
8. Ферджі (9 тижні)
9. 50 Cent (9 тижні)

## Список чартів
Легенда: 💰 — чарти на основі даних продажів альбомів та синглів. 📻 — чарти на основі даних ротації пісень на радіо. 🌐 — чарти на основі статистики стрімінгу пісень та відеокліпів. 🔥 — комбіновані чарти пісень, що враховують дані продажів, радіоротації та стрімінгу. 📈 — чарти альбомів на основі мультиметричного споживання.
| Хіт-парад                           | Опис                                                                                   | Поз.                | Тип                 | Джерела             | Засновано           | #                   |
| Загальні хіт-паради                 | Загальні хіт-паради                                                                    | Загальні хіт-паради | Загальні хіт-паради | Загальні хіт-паради | Загальні хіт-паради | Загальні хіт-паради |
| ----------------------------------- | -------------------------------------------------------------------------------------- | ------------------- | ------------------- | ------------------- | ------------------- | ------------------- |
| Digital Song Sales                  | найпопулярніші пісні за кількістю цифрових завантажень                                 | 50                  | пісні               | 💰                  | 30 жовтня 2004      | [ b 1 ]             |
| Хіт-паради по жанрах                |                                                                                        |                     |                     |                     |                     |                     |
| Кантрі                              |                                                                                        |                     |                     |                     |                     |                     |
| Country Digital Song Sales          | найпопулярніші кантрі-пісні за кількістю цифрових завантажень                          | 25                  | пісні               | 💰                  | 23 січня 2010       | [ b 2 ]             |
| Рок-музика                          |                                                                                        |                     |                     |                     |                     |                     |
| Rock Digital Song Sales             | найпопулярніші рок-пісні за кількістю цифрових завантажень                             | 25                  | пісні               | 💰                  | 23 січня 2010       | [ b 3 ]             |
| Alternative Digital Song Sales      | найпопулярніші альт-рок-пісні за кількістю цифрових завантажень                        | 25                  | пісні               | 💰                  | 22 січня 2011       | [ b 4 ]             |
| Hard Rock Digital Song Sales        | найпопулярніші хард-рок-пісні за кількістю цифрових завантажень                        | 25                  | пісні               | 💰                  | 22 січня 2011       | [ b 5 ]             |
| R&B та хіп-хоп                      |                                                                                        |                     |                     |                     |                     |                     |
| R&B/Hip-Hop Digital Song Sales      | найпопулярніші R&B- та хіп-хоп-пісні за кількістю цифрових завантажень                 | 25                  | пісні               | 💰                  | 23 січня 2010       | [ b 6 ]             |
| R&B Digital Song Sales              | найпопулярніші R&B-пісні за кількістю цифрових завантажень                             | 15                  | пісні               | 💰                  | 10 листопада 2012   | [ b 7 ]             |
| Rap Digital Song Sales              | найпопулярніші реп-пісні за кількістю цифрових завантажень                             | 15                  | пісні               | 💰                  | 23 січня 2010       | [ b 8 ]             |
| Латиноамериканська музика           |                                                                                        |                     |                     |                     |                     |                     |
| Latin Digital Song Sales            | найпопулярніші латиноамериканські пісні за кількістю цифрових завантажень              | 25                  | пісні               | 💰                  | 23 січня 2010       | [ b 9 ]             |
| Електронна танцювальна музика       |                                                                                        |                     |                     |                     |                     |                     |
| Dance/Electronic Digital Song Sales | найпопулярніші пісні електронної танцювальної музики за кількістю цифрових завантажень | 25                  | пісні               | 💰                  | 23 січня 2010       | [ b 10 ]            |
| Християнська музика                 |                                                                                        |                     |                     |                     |                     |                     |
| Christian Digital Song Sales        | найпопулярніші християнські пісні за кількістю цифрових завантажень                    | 25                  | пісні               | 💰                  | 23 січня 2010       | [ b 11 ]            |
| Gospel Digital Song Sales           | найпопулярніші госпел-пісні за кількістю цифрових завантажень                          | 15                  | пісні               | 💰                  | 23 січня 2010       | [ b 12 ]            |
| Інші                                |                                                                                        |                     |                     |                     |                     |                     |
| World Digital Song Sales            | найпопулярніші пісні етнічної музики за кількістю цифрових завантажень                 | 15                  | пісні               | 💰                  | 23 січня 2010       | [ b 13 ]            |
| Інші хіт-паради                     |                                                                                        |                     |                     |                     |                     |                     |
| Сезонні хіт-паради                  |                                                                                        |                     |                     |                     |                     |                     |
| Holiday Digital Song Sales          | найпопулярніші святкові пісні за кількістю цифрових завантажень                        | 50                  | пісні               | 💰                  | 16 жовтня 2010      | [ b 14 ]            |